# Пургатоио (Кјети)
Пургатоио (итал. Purgatoio) је насеље у Италији у округу Кјети, региону Абруцо.
Према процени из 2011. у насељу је живело 8 становника. Насеље се налази на надморској висини од 623 м.